# 坚杆火绒草
坚杆火绒草（学名：Leontopodium franchetii）为菊科火绒草属的植物，是中国的特有植物。分布在中国大陆的四川、云南等地，生长于海拔3,000米至5,000米的地区，见于高山干燥草地、石砾坡地和河滩湿地，目前尚未由人工引种栽培。